# Marko Dugandžić
Marko Dugandžić est un footballeur croate né le 7 avril 1994 à Osijek. Il évolue au poste d'attaquant au FC Séoul.

## Biographie
Formé dans sa ville natale d'Osijek, ces bonnes performances ont attiré de nombreuses équipes européennes, telles que la Fiorentina, les Blackburn Rovers et Leeds United. Il signe finalement en Serie B, au Ternana Calcio en janvier 2015.
Le 14 octobre 2020, il rejoint le club de Premier League russe, au FK Sotchi.
Le 11 janvier 2022, il rejoint le CFR Cluj. Le 22 juillet 2022, il est transféré au Rapid Bucarest pour 400 000 €. À la fin de la saison 2022-2023, il est le meilleur buteur du championnat avec 22 buts.

## Palmarès

### Club
- CFR Cluj
  - Champion de Roumanie en  2021

### Distinction individuelle
- Meilleur buteur du championnat roumain : 2023